# Kokkojärvi (sjö i Finland, Lappland, lat 68,53, long 22,27)
Kokkojärvi är en sjö i Finland. Den ligger i kommunen Enontekis i landskapet Lappland, i den norra delen av landet, 900 km norr om huvudstaden Helsingfors. Kokkojärvi ligger 331 meter över havet. Arean är 52,7 hektar och strandlinjen är 6,97 kilometer lång. Sjön  ingår i Torne älvs huvudavrinningsområde. 